# ウガリット

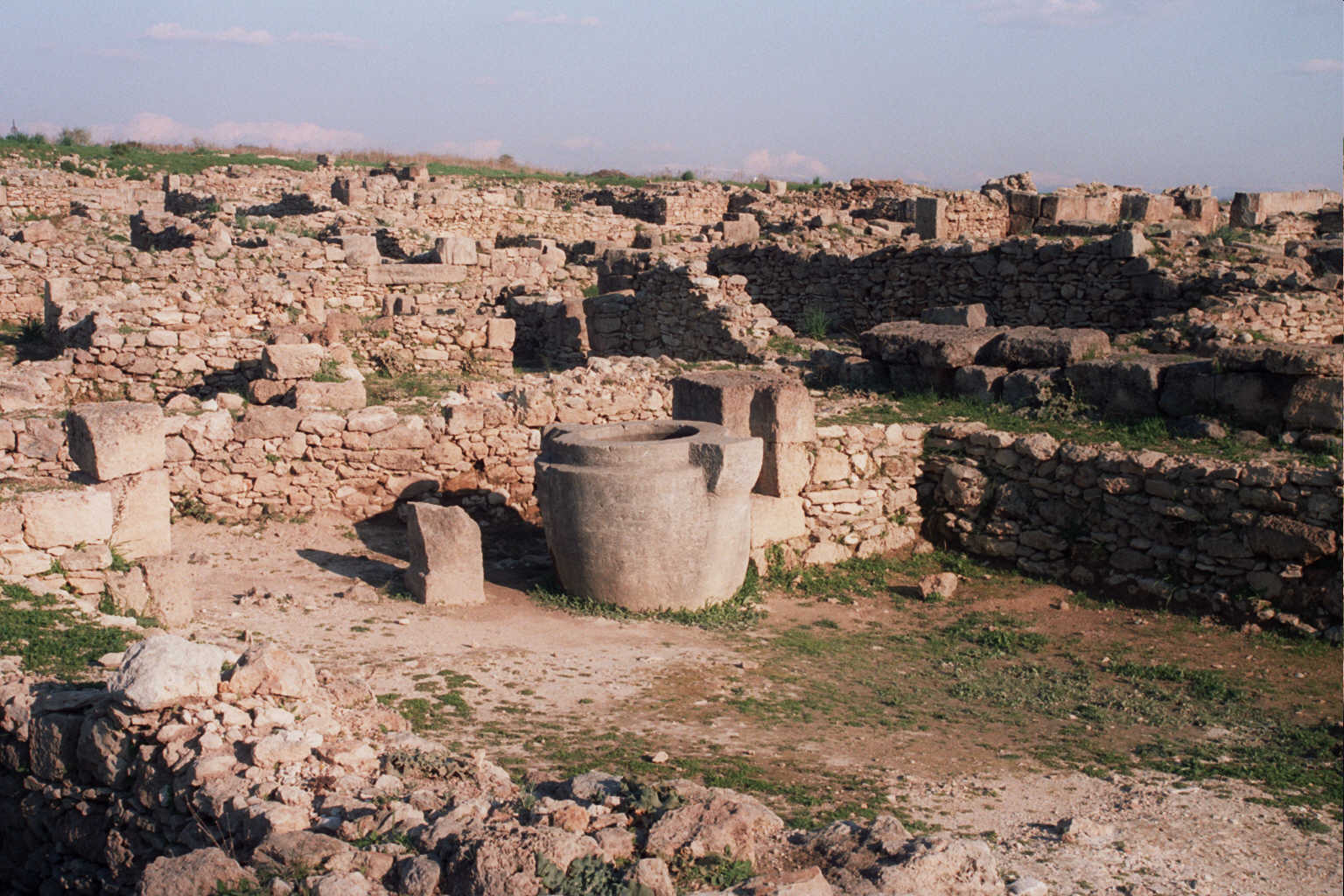
ウガリット遺跡、ラタキアから数km北のラス・シャムラ Ras Shamra にある古代の港湾都市

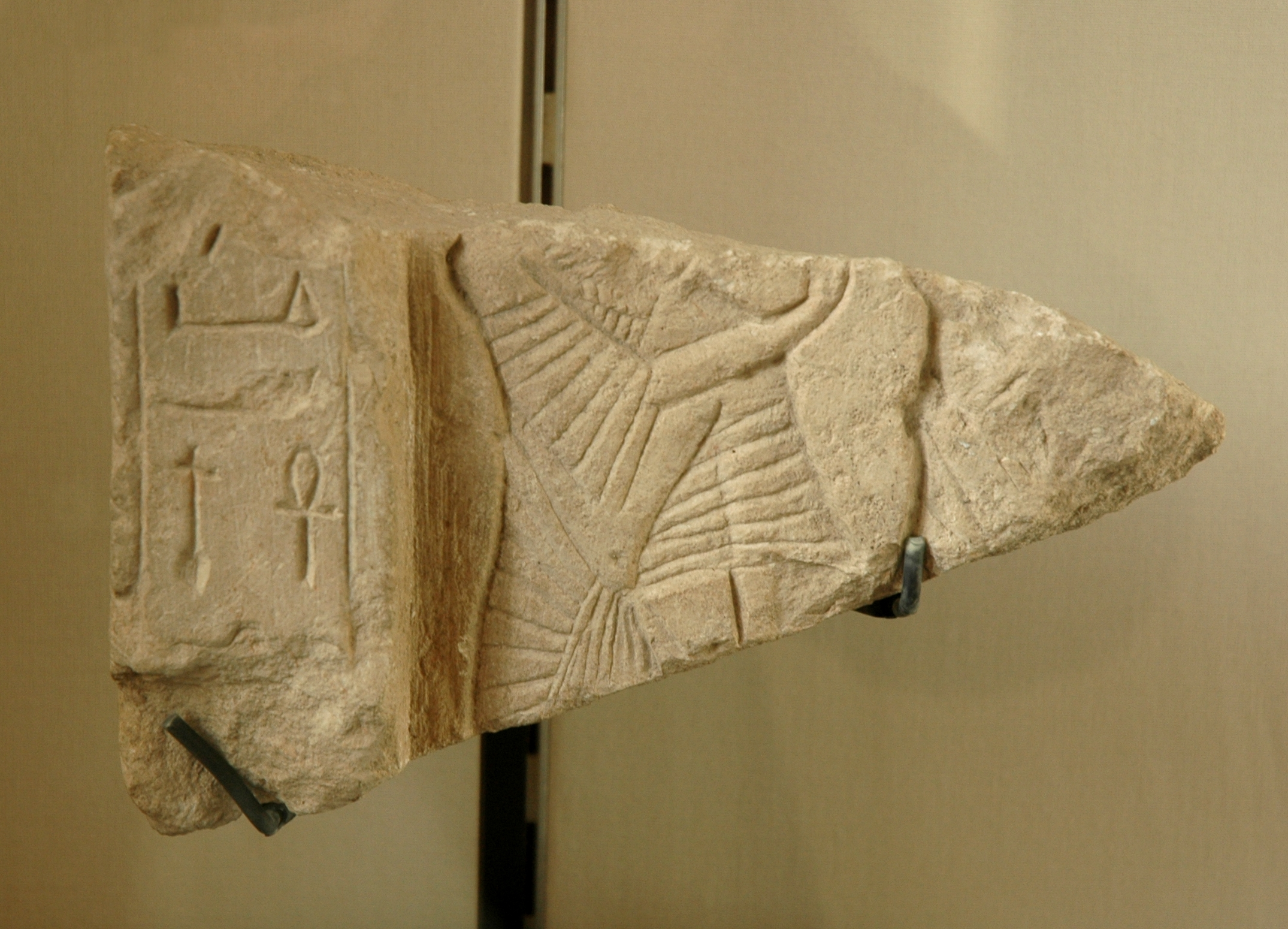
ウガリットから出土した石灰石製のエジプトの石碑。エジプトの象形文字が書かれている

ウガリット（ウガリット語: 𐎜𐎂𐎗𐎚 ugrt [ugaritu]、英: Ugarit）は、地中海東岸、現在のシリア・アラブ共和国西部の都市ラス・シャムラ（アラビア語: رأس شمرة, ラテン文字転写: Ras Shamrah; ラタキアの北数 km）にあった古代都市国家。当時の国際的な港湾都市であり、西アジアと地中海世界との接点として、文化的・政治的に重要な役割を果たしたと考えられている。紀元前1450年頃から紀元前1200年頃にかけて都市国家としての全盛期を迎えた。この遺跡から見つかった重要な文化には、独自の表音文字・ウガリット文字と、ユダヤ教の聖書へとつながるカナン神話の原型ともいえるウガリット神話集がある。

## 歴史
ウガリット一帯には、既に新石器時代には人間が居住していたとみられる。紀元前6000年頃には重要な場所であり、集落全体を壁で囲い、守りを固めていた。後にメソポタミアと文化的に交流が始まり、紀元前3千年紀後半からは西セム人の都市国家として繁栄、紀元前18世紀にはフルリ人もこれに加わった。
文字資料にウガリットの名が初出するのは、近くの遺跡エブラから発見された紀元前1800年頃の粘土板文書である。ウガリットは紀元前16世紀頃よりエジプトの影響圏に入り、政治・軍事・文化的にエジプトの影響が浸透し、エジプト人守備隊が駐屯していたこともある。ウガリットがエジプトと接触した最古の証拠は、ウガリットからの出土品のうちの紅玉髄のビーズで、エジプト第12王朝のセンウセレト1世（紀元前1971年 - 紀元前1926年）からのものと判断された。またセンウセレト3世、アメンエムハト3世からの石碑や像も出土している。ただし、これらの遺物がエジプトからもたらされた年代が、これらのファラオたちの治世と同時期なのかどうかについては定かではない。シリア方面からエジプトにヒクソスが侵入した時期（紀元前17世紀ごろ）には、ウガリットもこれに関係するとみられる民族の手に落ち、エジプト風の記念碑などは破壊された。
紀元前16世紀から紀元前13世紀にかけてのウガリット全盛期、エジプトやキプロスとは緊密な外交関係があった。紀元前1350年頃にウガリットの王族（紀元前14世紀中期のウガリットの王アンミスタムル1世、ニクマドゥ2世、およびその妃）がエジプトへ出した書簡がエジプトのアマルナから発見されている（アマルナ文書）。アマルナ文書によると、紀元前14世紀半ば頃に市街は大火によって破壊されたが、再びエジプトの影響下の貿易都市として復興したことがうかがえる。
紀元前13世紀初頭にはエジプト・ヒッタイト間でシリアをめぐる勢力争いがあったが、この際にはヒッタイト側に立った。ヒッタイトのシュッピルリウマ2世（紀元前13世紀後半）と同時代にウガリットにはアンムラピという王がいたことが分かっているが、その治世がいつからいつまでであるかは定かではない。
この時代の市内外からは多くの墳墓が発見され、その副葬品によってウガリットにはキュプロス、クレタ島、ミュケナイなどエーゲ海周辺の出身者が住んでいたことが知られる。出土品には、土器や金属製武器、金属器、象牙製品、アクセサリー類があったが、その他の目立つものに神像や奉納石板があり、それらは祭司長の家の文書館から出土した粘土板文書中の宗教文学の内容に対応している。
ウガリットは青銅器時代の末期、紀元前1200年ごろ、「海の民」の侵入によって破壊された。ウガリット遺跡のうち、街の破壊の跡が残る層からはヘラディック期（古代ギリシャの青銅器時代）後期IIIBの土器（Late Helladic IIIB）が発見されているが、ヘラディック期後期IIIC（ミケーネ文明）の土器は発見されていない。ウガリットの破壊の年代は、後期ヘラディック期の土器の年代推定にとって重要である。また破壊された時期の地層からはエジプト第19王朝のファラオ・メルエンプタハ（在位紀元前1212年 - 紀元前1202年）の銘のある剣が見つかっており、後期ヘラディック期IIICの開始年代はメルエンプタハの治世より後の紀元前1190年と推定されている。1986年に発見された楔形文字文書によればウガリットの破壊はメルエンプタハの死後であり、ウガリットの破壊は紀元前1202年から紀元前1190年の間（おそらく紀元前1195年）とみられている。エジプト第20王朝のラムセス3世（紀元前1186年 – 紀元前1155年）の治世8年目にはすでにウガリットは破壊されていた。
地中海からメソポタミアに至る広い範囲の文明が、この時期に「海の民」によって破壊された。ヒッタイトの首都ハットゥシャの破壊がウガリットの破壊より前か後かも論争の的となっている。

## 遺跡

ウガリットから発掘されたバアル神の神像（ルーヴル美術館所蔵）

ウガリットは長らく忘れられた都市であったが、1928年に付近に住むアラウィー派の農民が海辺の畑の中から偶然古い墳墓を見つけたことから発掘につながった。最初に見つかった部分はウガリットのネクロポリスであり、発掘が進むにつれ、港町でかつチグリス川・ユーフラテス川流域への内陸交易路の出発点でもあるという重要都市であることがわかり、またメソポタミアのウルやエリドゥなどとも並ぶ都市文化の故郷であることもわかってきた。
ウガリットからは、8つの中庭の周りに90の部屋をもつ王宮が発掘されている。その他、街には個人用の大きな住宅多数や、2つの個人図書館（うち1つはラパヌ Rapanu という外交官のもの）もあり、外交文書・近隣諸国との往復書簡・裁判文書・経済関係の記録・不動産取引記録・教育用文書・文学書・宗教文書など、楔形文字で書かれた粘土板多数が発見された。街は丘の上に作られ、その頂上にはイル神の息子バアルの神殿と、ダゴンの神殿の二つが建っていた。
ウガリットの遺品としては紀元前14世紀～紀元前13世紀の豊富な出土物が知られ、特に重要視されているのは粘土板文書である。楔形文字の粘土板がまとまって出土した場所が遺跡内の数か所にあり、これらは王宮内の図書館、神殿内の図書館のほか、当時の世界では珍しいことだが二つの個人用の図書館であったと考えられている。発見された文書はみな、ウガリットの末期にあたる紀元前1200年頃に遡る。ウガリットで発見された粘土板に使用されている言語は、この地で初めて見つかったウガリット語、メソポタミアの古典に用いられたシュメール語、当時のオリエントで外交などに広く用いられたアッカド語のほか、フルリ語、ヒッタイト語、古代エジプト語、楔形文字ルウィ語、ミノア語などであった。使用された文字はアッカド語楔形文字が最も多いが、古代エジプト語やヒッタイト語のヒッタイト語楔形文字、エーゲ海域に由来する音節文字なども見られる。
この中で特に注目される事は、楔形文字を簡略化した独自の文字ウガリット文字の存在である。これはウガリット語とフルリ語の表記に用いられた。ウガリト文字の文書には、経済・行政・外交に関わる散文のものと、ウガリット神話や祭儀・叙事詩などの韻文のものがあり、教科書や辞書も存在する。ウガリット神話集はカナン地方のバアル神崇拝の大本となる物語集であった。

## ウガリットのアルファベット

ウガリット文字

ウガリットから発見された文書は、紀元前1400年頃にウガリット文字が生まれたことを示している。これは楔形文字をもとにしたもので粘土板に葦の茎を押し付けて書かれるが、表意文字として使われるシュメール語などの楔形文字とは異なり、母音を表示せず子音のみを表す表音文字（アブジャド）であり字数も合計30文字しかない。
現在のアルファベットの起源となるフェニキア文字（原カナン文字・原シナイ文字、さらにはエジプトのヒエログリフをもとにしている）が先に生まれたのか、ウガリット文字が先に生まれたのかについては議論がある。もしフェニキア文字が先に誕生していたとすれば、ウガリット文字はフェニキア語のアルファベットにならって、同じセム語派のウガリット語を表記するために楔形文字を簡略化して作られたことになる。これらの文字の多くは形態はあまり似ていないが、標準的な文字の並び順（ラテン文字で言えば、A、B、C、D･･･にあたる）は強い類似性を示しており（’a、b、g、ẖ (x) 、d、･･･）、二つの文字体系が完全に独立して作られたのではないことを示唆する。フェニキア文字はその後交易を通じギリシャなどに広がり、ギリシャ人の手でいくつかの文字が母音を表すように変えられ、現在のギリシア文字へ、さらにローマに伝わりラテン文字へと変わっていったが、ウガリット文字の方は現在の文字体系へつながっていない。

## ウガリットの文学
ウガリットから発見された粘土板文書には物語詩の形式で書かれた神話が多く含まれている。これらの詩を記した粘土板の破片のいくつかはひとつの物語詩として同定されている。現在では『ケレトの伝説』（Epic of King Keret）、文化英雄であるダネルとその息子アクハトについて書かれた『アクハトの伝説』（Epic of Aqhat）、バアル神（ハダド）とヤム・モート両神との闘争を描いたウガリット神話、その他が知られている。
これらの文書の発見は聖書研究にも大きな意義のあるものである。これらの文書は、イスラエル各氏族のカナンへの入植に先立つ時代のカナン神話に関する詳細な記述を最初に明らかにしたもので、旧約聖書に見られるヘブライ語文学とは神聖なものに対する想像力や詩の形式などにおいて共通するものがある。ウガリット神話の詩は古代オリエントの知恵文学と共通する部分が多く、後のヘブライ語の詩に見られるような対句法、韻律などを含み、文学作品としての旧約聖書の新しい評価を導き出した。
またウガリットからはフルリ語で歌らしきものの書かれた粘土板も出土しており、現在のところ人類最古の歌である（古代の音楽を参照）。

## ウガリットの王
1. ニクマドゥ1世　（Niqmaddu I）　紀元前1850年頃
2. ヤクルム1世　（Yaqurum I）　紀元前1825年頃
3. イビラヌ1世　（Ibiranu I）　紀元前1600年代に在位
4. アンミスタムル1世　（Ammittamru I）　紀元前1349年以前に在位
5. ニクマドゥ2世（英語版）　（Niqmaddu II）　紀元前1349年 - 紀元前1315年
6. アルハルバ　（Arhalba）　紀元前1315年 - 紀元前1313年
7. ニクメパ（英語版）　（Niqmepa）　紀元前1313年 - 紀元前1260年
8. アンミスタムル2世（フランス語版）　（Ammittamru II）　紀元前1260年 - 紀元前1235年
9. イビラヌ2世（英語版）　（Ibiranu II）　紀元前1235年 - 紀元前1220年
10. ニクマドゥ3世（ドイツ語版）　（Niqmaddu III）　紀元前1220年 - 紀元前1215年
11. アンムラピ（英語版）　（Ammurapi）　紀元前1215年 - 紀元前1185年
12. ヤクルム2世　（Yaqurum II）　紀元前1180年代に在位?